# Покусай, Александр Иванович
Александр Иванович Покусай (1902—1960) — паровозный машинист депо Харьков Сортировочная Южной железной дороги.

## Биография
Родился в 1902 году в поселке Дергачи Дергачевского района Харьковской области Украины. Работал слесарем, поездным кочегаром, помощником машиниста. В 1924—1926 годах проходил срочную службу в Красной Армии.
В 1926 году приступил к работе помощником машиниста на Южной железной дороге. В 1936 году перешел работать в депо. Благодаря рациональному распределению работ по обслуживанию локомотива полная экипировка проводилась за 18 минут. Этот фактор стал особенно важным в военное время.
В 1942 году Покусай призван старшим машинистом в колонну паровозов особого резерва. Совершил 240 рейсов с военными грузами и людьми. Водил эшелоны к Сталинграду, обеспечивал доставку военных грузов к Курской дуге.
5 ноября 1943 года «за особые заслуги в обеспечении перевозок для фронта и народного хозяйства и выдающиеся достижения в восстановлении железнодорожного хозяйства в трудных условиях военного времени» Покусаю Александру Ивановичу присвоено звание Героя Социалистического Труда с вручением ордена Ленина и золотой медали «Серп и Молот».
Жил в городе Харькове. Скончался в 1959 году.
Награждён орденом Ленина, Знаком Почета, медалями, знаком «Почетный железнодорожник».